# Torneo Godó 1992
Il Torneo Godó 1992 è stato un torneo di tennis giocato sulla terra rossa..
È stata la 40ª edizione del Torneo Godó,
che fa parte della categoria Championship Series nell'ambito dell'ATP Tour 1992.
Si è giocato al Real Club de Tenis Barcelona di Barcellona in Spagna, dal 6 al 12 aprile 1992.

## Campioni

### Singolare
Carlos Costa ha battuto in finale  Magnus Gustafsson con il punteggio di 6–4, 7–6, 6–4

### Doppio
Andrés Gómez /  Javier Sánchez hanno battuto in finale  Ivan Lendl /  Karel Nováček con il punteggio di 6–4, 6–4